# Klekovača
Klekovača (v srbské cyrilici Клековача) je vápencové pohoří v Bosně a Hercegovině. Přesněji se nachází v západní části země v blízkosti měst Bosanski Petrovac a Drvar. Nejvyšší vrchol pohoří má výšku celkem 1969 m n. m.
Přes pohoří Klekovača prochází hranice mezi oběma entitami Bosny a Hercegoviny. Severní strana pohoří tak administrativně spadá pod opštinu Drinić, zatímco jižní je součástí općiny Drvar. Pohoří je dopravně dobře dostupné, především díky tomu, že během existence socialistické Jugoslávie se na Klekovači nacházela řada objektů jugoslávské lidové armády. Tyto objekty jsou v současné době opuštěné a chátrají.
Horu obklopují ze všech stran husté lesy, jejichž severní hranici představuje nadmořská výška 1500 m. Na svazích Klekovače také roste Plesnivec alpský.